# Lonchocarpus pycnophyllus
Lonchocarpus pycnophyllus är en ärtväxtart som beskrevs av Ignatz Urban. Lonchocarpus pycnophyllus ingår i släktet Lonchocarpus och familjen ärtväxter. Inga underarter finns listade i Catalogue of Life.